# Calcinculo (film)
Calcinculo è un film del 2022 diretto da Chiara Bellosi. 
La pellicola è stata sceneggiata da Maria Teresa Venditti e Luca De Bei, e prodotta da Tempesta con Rai Cinema in coproduzione con Tellfilm, presentata in anteprima al Festival di Berlino 2022 nella sezione Panorama. 
.

## Trama
Forse è vero che si cresce anche a calci in culo. Ed è vero che quando la giostra gira veloce ci sembra di volare e non vorremmo scendere mai. È questo che succede a Benedetta quando incontra Amanda e decide di seguirla nel suo mondo randagio.